# Lindamägi

La Colline de Linda (estonien : Lindamägi) est un parc situé  au sud-ouest de Toompea à Tallinn en Estonie,.

## Présentation
Lindamägi se situe entre Falgi tee et Hirvepark sur un ancien bastion des anciennes fortifications suédoises, dont le sommet est transformé en parc en 1862. 
En 1920, une copie en bronze de la sculpture Linda d'August Weizenberg y est placée et donne son nom au parc le 24 mai 1939. 
La version originale en marbre de la sculpture, achevée en 1880, est située au Kumu.
À l’automne 2007, on comptait 26 essences différentes d'arbres dans le parc, mais les arbres les plus remarquables demeurent sept tilleuls bicentenaires plantés en cercle.

## Galerie

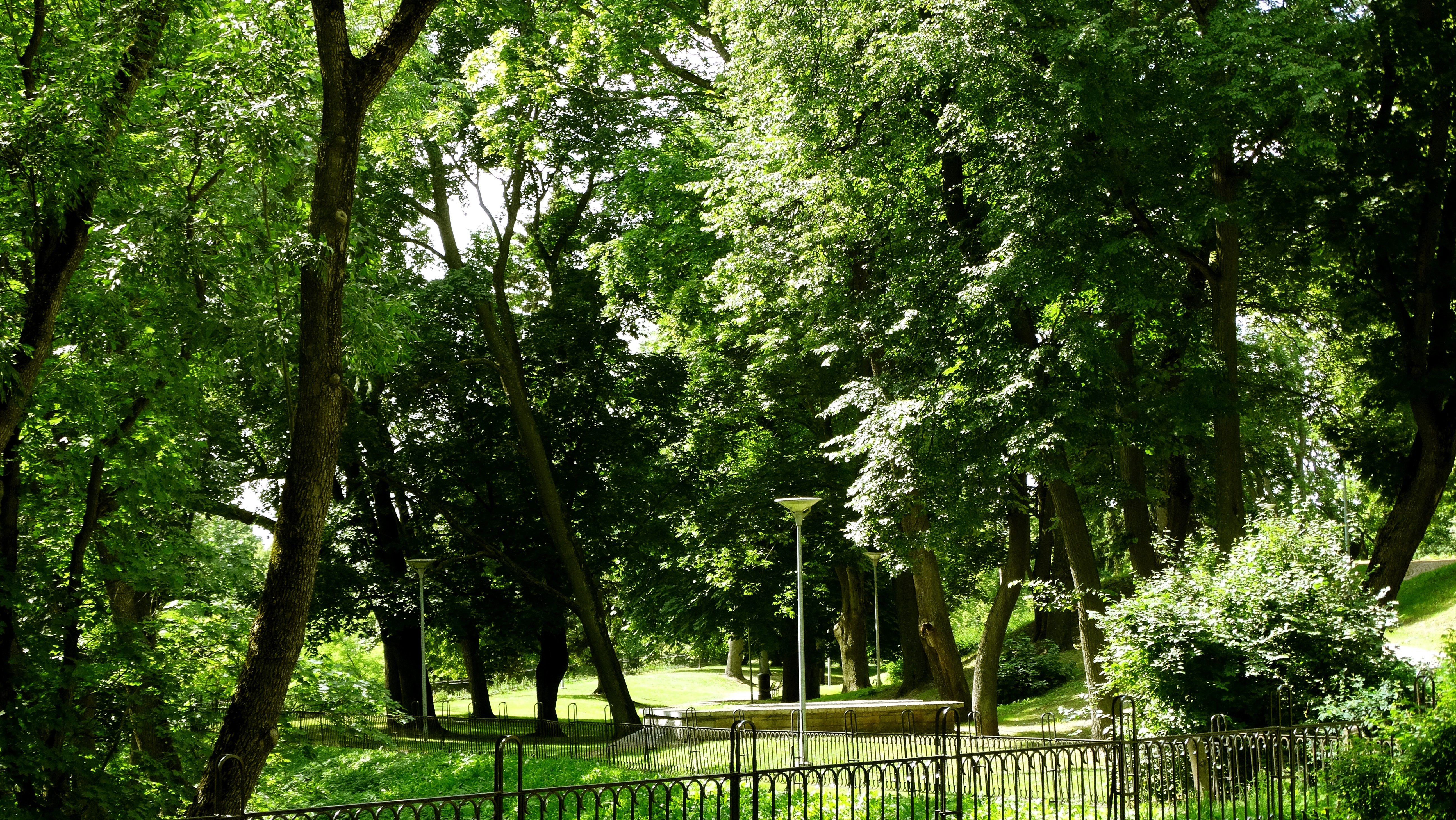
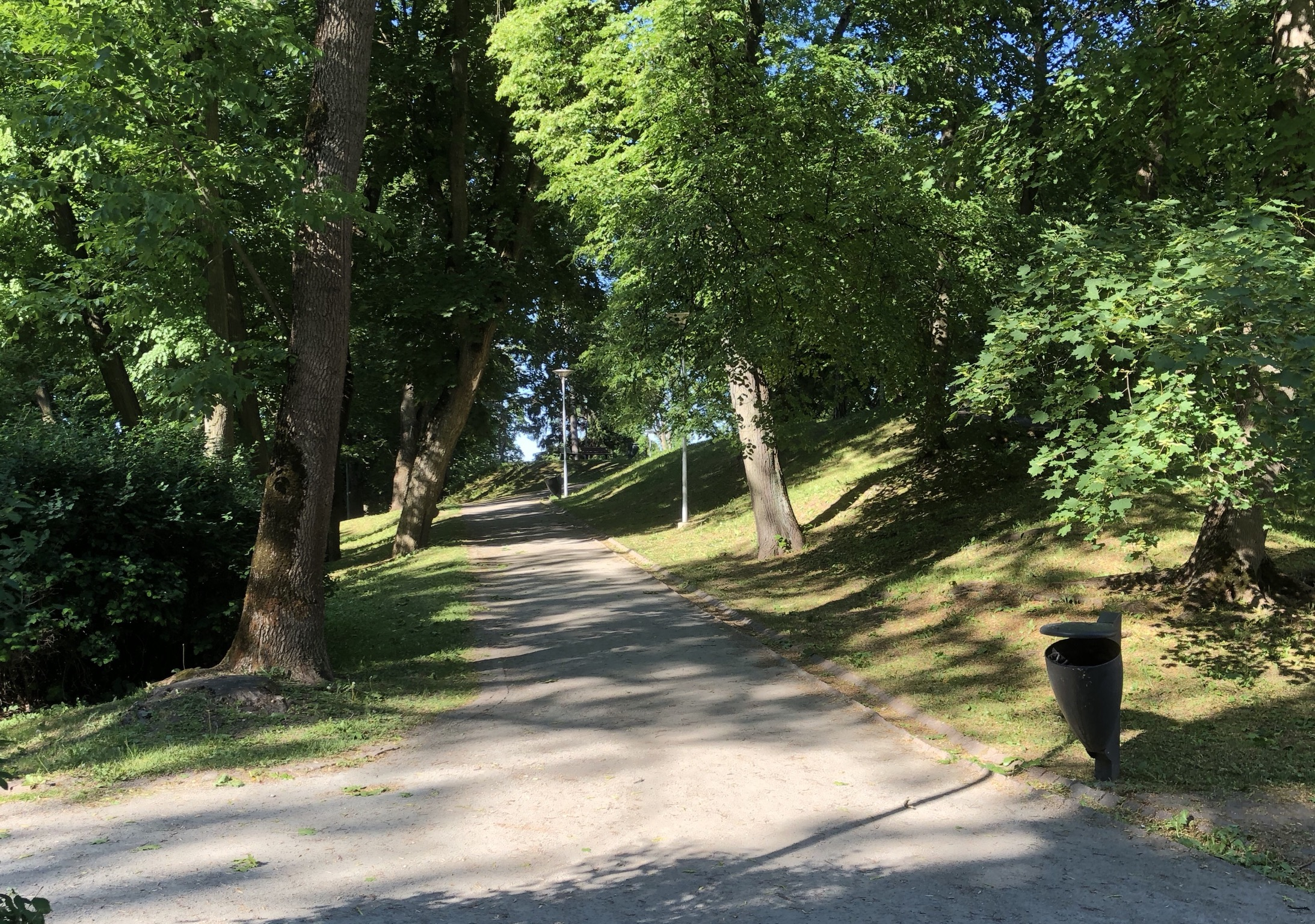
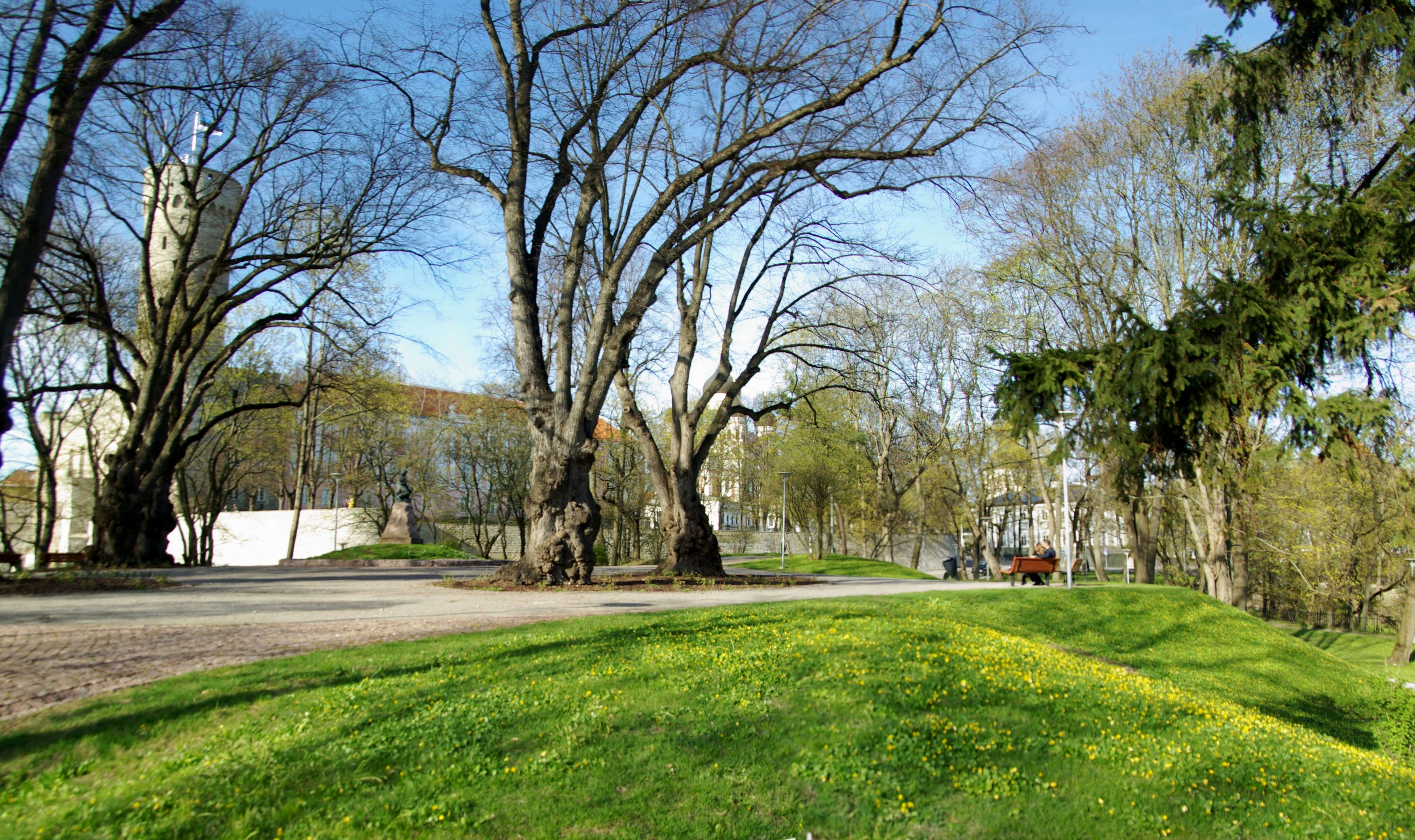

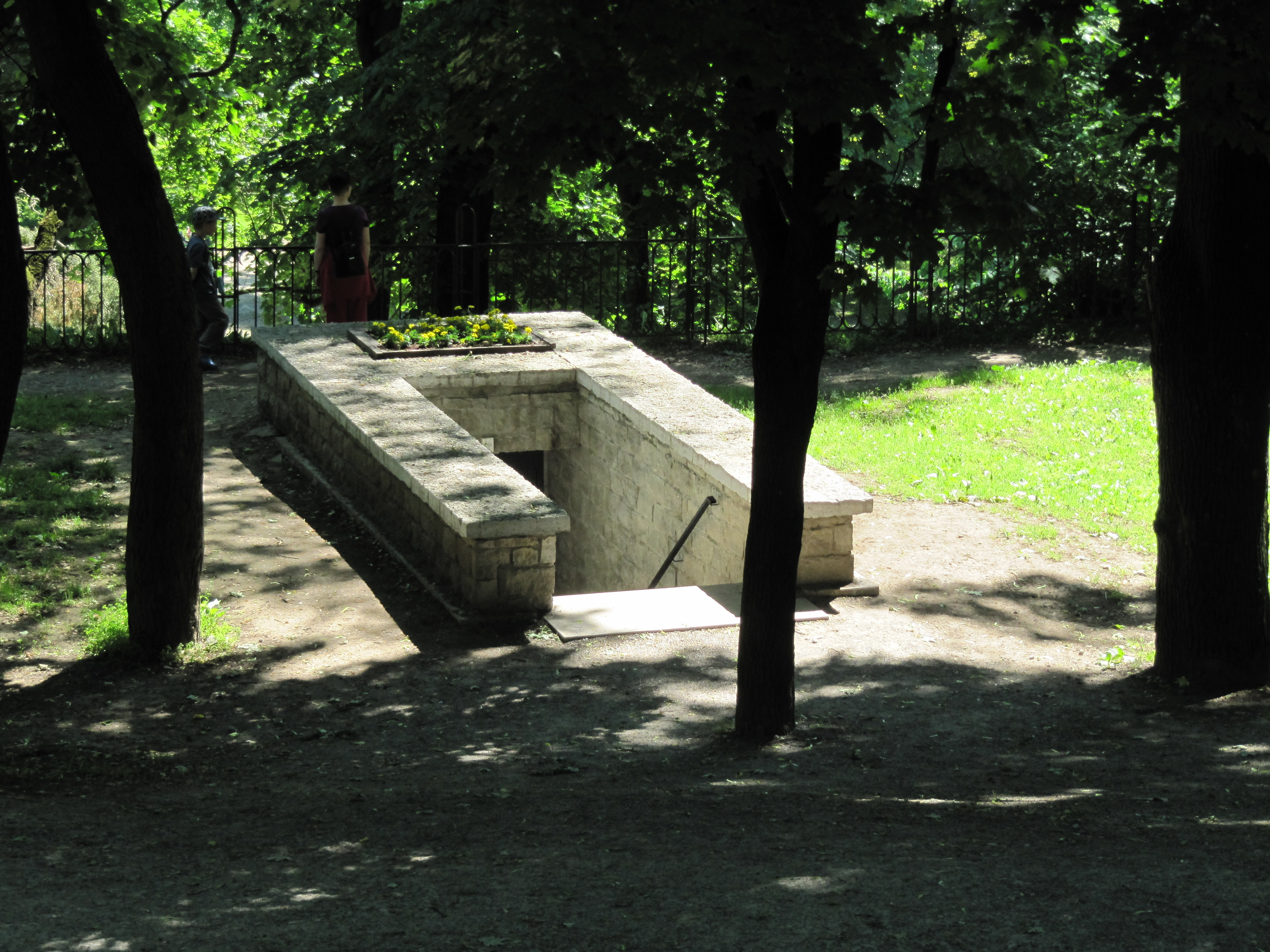
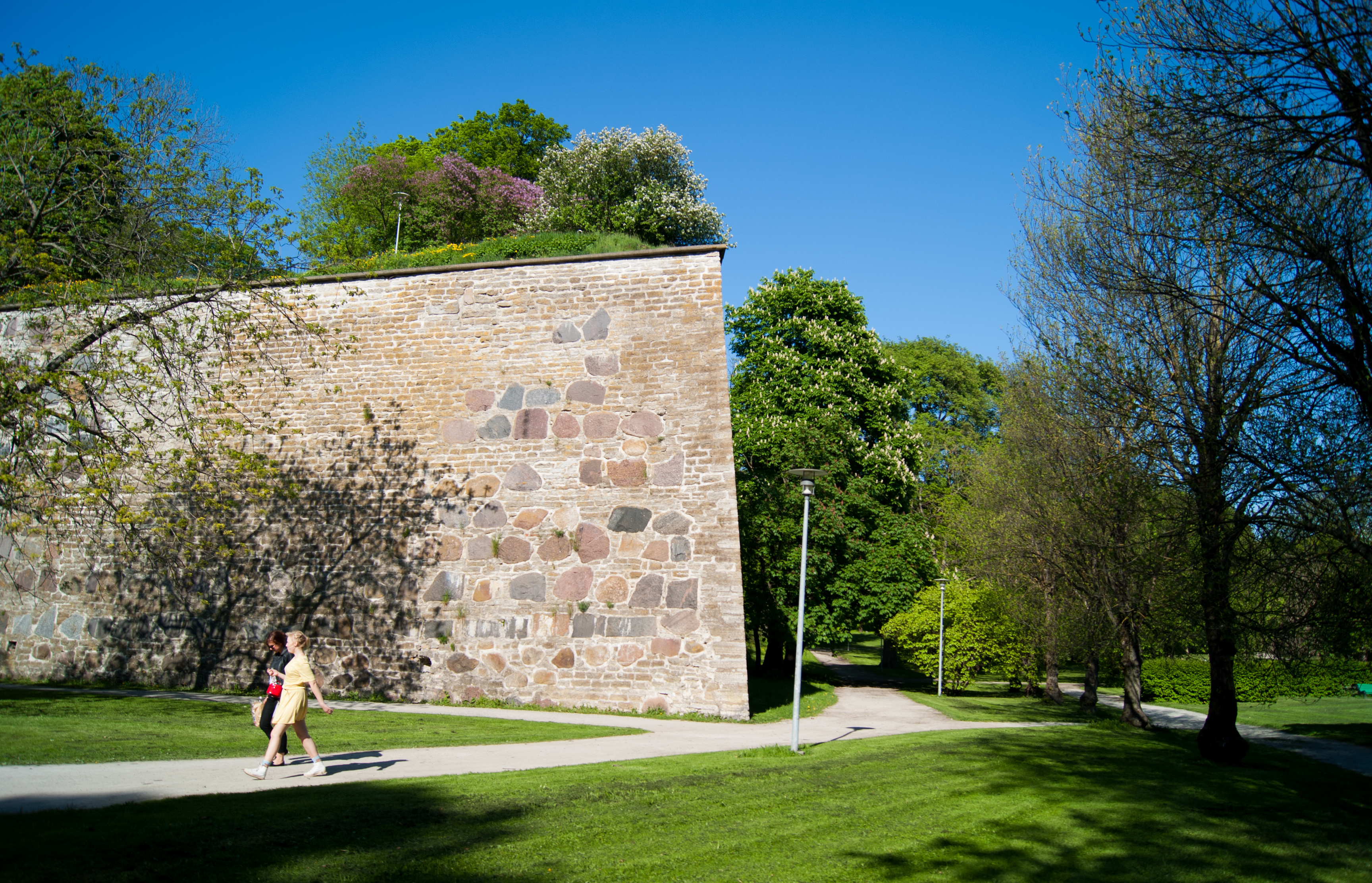
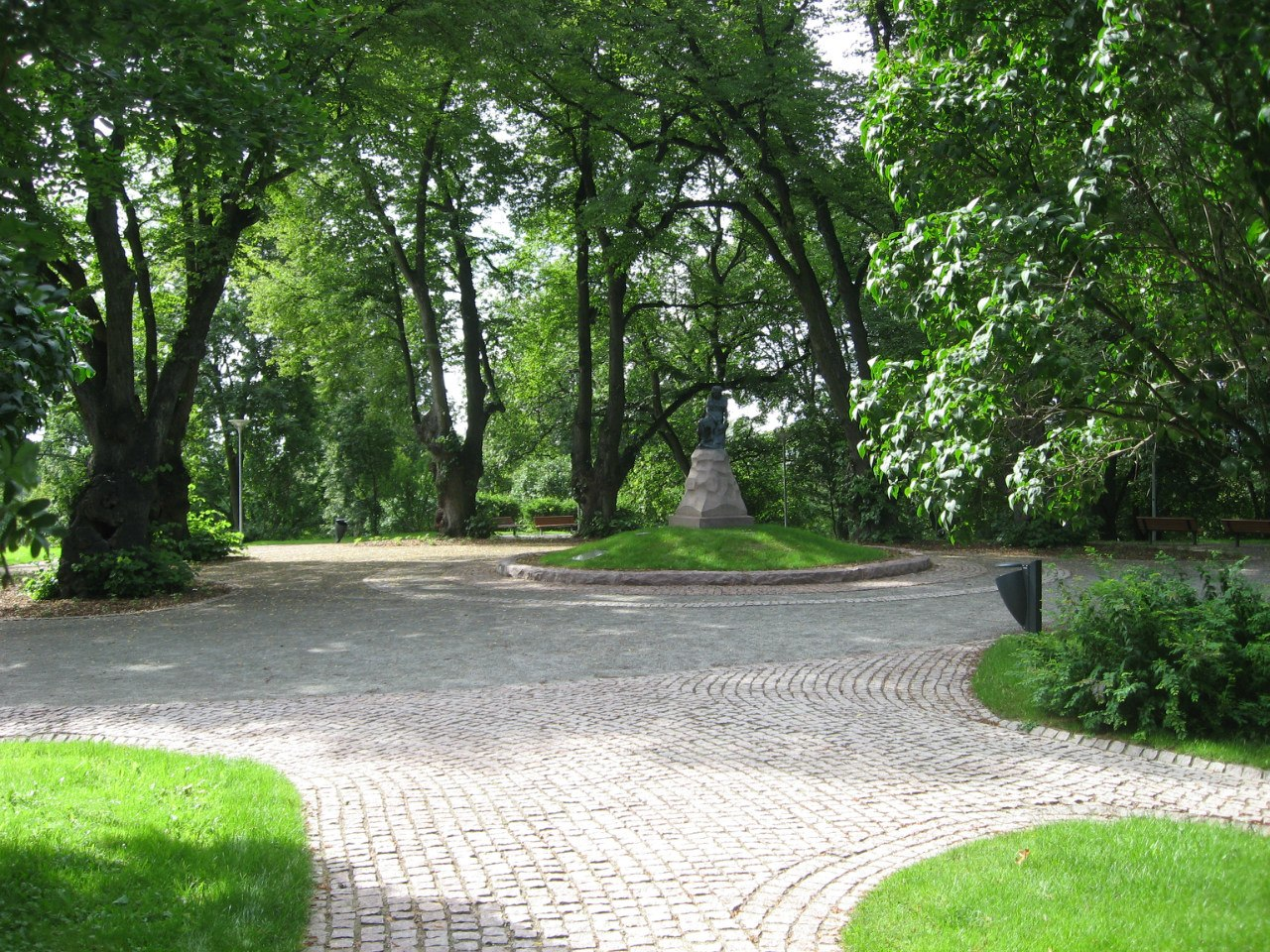